# Терміни аніме та манґи

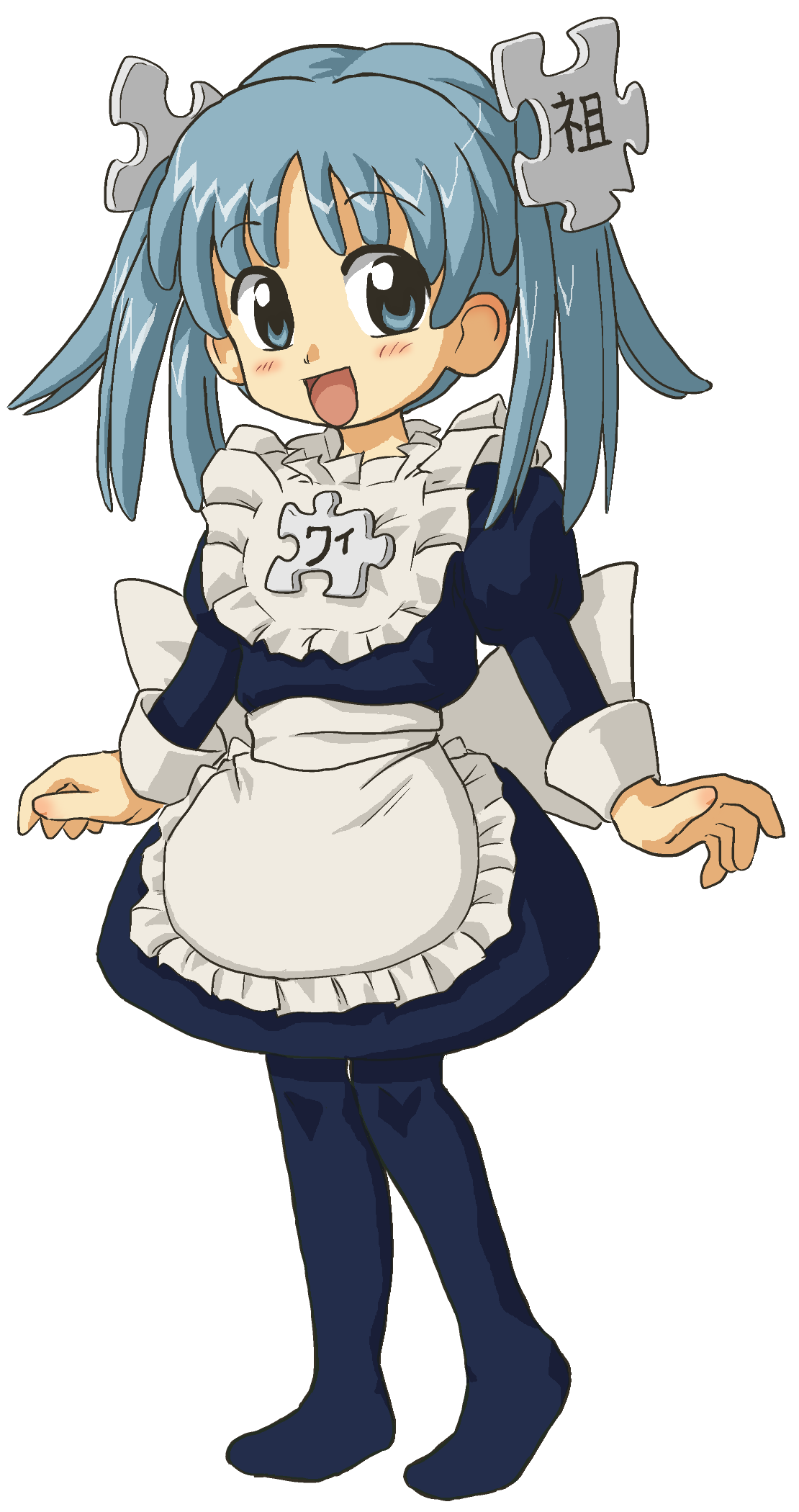
Вікі-чян

Цей глосарій містить перелік термінів, що пов'язані з аніме та манґою, а також тих, які вживають у колах прихильників аніме та манґи.

## А
- AMV (англ. Anime Music Video) — музичний відеокліп, створений з використанням фрагментів з аніме (або відеогри), художнім чином суміщених з якою-небудь музикою.
- Айдзобан (яп. 愛蔵版) — колекційне видання манґи, зазвичай випускається обмеженим накладом та містить різні бонуси («омаке»).
- Амеріме (англ. amerime) — анімаційна продукція, що виконана в аніме-стилі за межами Японії.
- -анікі (яп. 兄貴) — один з іменних суфіксів в японській мові. Сленгове поважне звертання, аналог слова «брат».
- Аніме (яп. アニメ) — японська анімація. В Японії термін «аніме» зазвичай вживають щодо будь-якого анімаційного фільму або мультфільму, а в інших країнах цим терміном позначають саме японську анімацію.
- Арка, сюжетна арка (англ. arc, story arc) — послідовність серій, пов'язаних однією сюжетною лінією.
- Артбук (англ. art-book) — графічний альбом або колекція зображень й ілюстрацій, що зібрані у вигляді альбому під однією обкладинкою. Вміст графічного альбому майже завжди пов'язаний між собою спільною темою (аніме окремого жанру, ілюстрації окремого автора тощо).
- Ахоґе (яп. アホ毛, アホげ, «ідіотська зачіска») — візуальний прийом в аніме та манзі у вигляді поодинокого пасма волосся (рідше подвійного й більше), що виділяється з зачіски персонажу.
- Ахеґао (яп. アヘ顔), або O-Face — екстатичний вираз обличчя під час сексу в японській порнографії. Часто вживають в еротичних відеоіграх (ероґе), манзі й аніме (хентай).

## Б
- Бака (яп. 馬鹿) — лайливе слово, що означає «дурень», «дурний», може бути частиною більш грубої складеної лайки.
- Бакуню (яп. 爆乳, «груди, що розриваються») — піджанр хентаю, особливістю якого є величезний розмір грудей у жіночих персонажів.
- Бара (яп. 薔薇, «троянда») — жанр манґи та аніме, що розповідає про гомосексуальні відносини чоловіків, створюється художниками чоловіками та орієнтується на читачів-чоловіків.
- Бішьоджьо (яп. 美少女, «красива дівчина») — японський термін, що зазвичай відноситься до молодих гарних дівчат, частіше школярок старших класів. В аніме та манзі, особливо серед західних отаку, термін позначає стереотипний жіночий персонаж — гарну молоду дівчину.
- Бішьонен (яп. 美少年, «красивий юнак») — японське слово, що означає ідеально красивого юнака. За межами Японії зазвичай вживають отаку для позначення стереотипного шаблону чоловічих персонажів манґи й аніме.
- BL (англ. Boys Love) — це термін, який вживають в японських фандомах і він означає гомосексуальні відносини між хлопцями. Те ж саме що і яой та шьонен-ай.
- Боке (яп. ボケ, «не з цього світу») — японський термін, що означає людину, яка навмисно або ні говорить дурниці й потрапляє в різні незручні ситуації. Разом із цуккомі складають дует мандзай.
- Бункобан, також бунко — том манґи, аналогічний танкобону, але на відміну від нього, меншого формату (формат паперу A6 — 105х148мм), має значно більшу кількість сторінок, набагато кращу якість паперу і, як правило, спеціальну обкладинку.

## В
- Вайдобан — формат тому манґи у форматі паперу А5 (148×210мм), переважно для жанрів сейнен та джьосей. Том у форматі вайдобан за об'ємом тексту схожий з томом манґи у форматі бункобан. Манґа жанрів сьонен і сьодзьо друкується у танкобонах.
- Вайфу (англ. від wife «дружина») — персонаж аніме, зазвичай жіночої статі, якого вважають романтично привабливим і ідеальним.
- Ваншот (англ. one-shot) — невелика манґа (15-60 стор.), в якій відсутній поділ на окремі розділи.
- Віабу (англ. weeaboo) — зневажливий англійський сленговий термін, який вживають щодо неприємного шанувальника японської культури не японського походження, який вважає, що японська культура є вищою від усіх інших культур, а також зазвичай має стереотипне уявлення про Японію.
- Віб (англ. weeb) — спочатку скорочена форма віабу, але з часом термін втратив своє негативне значення і його стали вживати щодо шанувальників аніме та Японії без негативних рис, притаманних віабу.
- Візуальна новела —  жанр відеоігор, в якому історію подають гравцеві з допомогою статичних зображень, текстових блоків і звуків. Зазвичай виконані в стилі аніме.

## Г
- Гаремний шьонен — шьонен, в основі сюжету якого лежить історія, коли одного юнака через ті або інші обставини оточує декілька дівчат, частина з яких до нього небайдужі.
- GL (англ. Girls Love) — це термін, який вживають в японських фандомах і він означає гомосексуальні відносини між дівчатами. Те ж саме що і юрі та шьоджьо-ай. У рідких випадках ним позначають гомосексуальні стосунки між чоловіками. У таких випадках GL розшифровують як любов між хлопцями (англ. Guys Love) або любов геїв (англ. Gays Love).

## Ґ
- Ґейкомі (яп. ゲイ　コミ) — див. Бара.
- Ґекіґа (яп. 劇画) — стиль манґи, орієнтований на дорослу аудиторію і позначений більш кінематографічним стилем і зрілішими темами.
- Ґуро (яп. エログロ) — піджанр хентаю, що зображує жорстокі форми сексуального насильства, а також всілякі сцени, що викликають відразу.

## Д
- Дандере (яп. ダンデレ) — персонаж манґи або аніме, що характеризується відсутністю емоцій, або ці емоції рідкісні, за винятком дуже тендітних виявів прихильності.
- Датабук (англ. data-book) — книга, в якій міститься інформація про героїв/місця/створення манґи або аніме, та написана тим самим манґакою.
- Дере Дере (яп. デレデレ) — дуже закохатися в когось.
- Десу (яп. です) — форма теперішнього часу дієслова-зв'язки «бути», що відповідає нейтральному рівню ввічливості, та яку вживають при формальній розмові людей одного рівня. Відповідно до норм японської мови, присудок ставлять в кінці речення, наприклад: «あなたはかわいいです。» (аната ва каваї десу), тобто «Ти милий». В інших стилях японської мови (ввічливому або просторічному) характерне вживання інших форм цього дієслова, а в просторіччі можливе також його опускання.
- Джьосей (яп. 女性) — жанр манґи та аніме, створений переважно для перегляду молодими жінками.
- Добуцу (яп. どうぶつ, «тварини», «пухнастики») — аніме про людиноподібних «пухнастих» істот.
- Доджікко (яп. 女性) — незграбний персонаж в аніме та манзі, який може випадково робити собі боляче, але через це виглядає мило.
- Доджінші (яп. 同人誌) — аматорська манґа, що самостійно публікується авторами.
- Доджіншіка — людина яка малює доджінші (любительську манґу). Джерелом натхнення для доджіншік, як правило, є відомі манґи, втім роблять вони й оригінальні твори. Більшість професійних манґак починають саме як доджіншіки. Перехід з однієї категорії в іншу відбувається з опублікуванням твору в одному з професійних журналів.
- -доно (яп. 殿) — один з іменних суфіксів в японській мові. Вживають в офіційних документах після ім'я одержувача.
- Дорама (яп. テレビドラマ, теребі дорама, від англ. drama) — японські телесеріали. На японських телеканалах є одними з найбільш рейтингових передач. Попри назву, дорами випускають в різних жанрах — романтика, комедія, детектив, жахи тощо.

## Е
- Енджьо коусай (яп. 援助交際, «оплачувані побачення») — практика в Японії, при якій чоловіки середнього та старшого віку проводять час із молодими жінками, купуючи їх час за гроші та/або подарунки.
- Ендінґ (англ. ending) — фінальний ролик до аніме. Являє собою анімацію, що зображає головних героїв аніме, але має істотно скромнішу анімацію (часто просто набір стоп-кадрів), спокійнішу музику, ніж опенінґ.
- Ероґе (яп. エロゲー, «еротична гра») — японські відеоігри відверто еротичного змісту, зазвичай стилізовані під мальовану анімацію (аніме).
- Еччі (яп. エッチ) — жанр аніме або манги, особливістю якого є показ еротичних сцен. На відміну від хентаю, еччі не показує сексуальні стосунки безпосередньо, але демонструє, в залежності від віку цільової аудиторії, різні за ступенем відвертості еротичні сцени з натяком на такі відносини.

## І
- Іташя (яп. 痛車) — автомобілі, декоровані під персонажів аніме, манґи або відеоігор за допомогою аерографії, наліпок і малюнків.

## Й
- Йонкома (яп. 4コマ漫画) — формат випуску манґи по 4 кадри зверху донизу. Зазвичай вживають в комедійних вставках.

## К
- Кабе-дон (яп. 壁ドン, Стіна + «дон») — ситуація коли чоловік силоміць притискає дівчину до стіни, перегороджуючи її можливий відступ, і при ударі долоні об стіну виходить звук «дон».
- Каваї (яп. 可愛い) — «милий», «чарівний», «обожнюваний» японською.
- Катана (яп. 刀) — японський меч, загострений з одного боку.
- Коваї (яп. 怖い) — «страшний», «лячний» японською.
- Кодомо (яп. 子供) — метажанр аніме та манґи, цільова аудиторія якого — діти у віці до 12 років.
- Комікет (яп. コミケット) або Comic Market (яп. コミックマーケット) — найбільший ярмарок манґи орієнтований на творчість початківців манґак.
- Косплей (яп. コスプレ, скорочено від англ. costume play — «костюмована гра») — форма втілення дії, що здійснюється на екрані. Вистави, на яких анімешники переодягаються в костюми героїв аніме та манґи.
- -кохай (яп. 後輩) — один з іменних суфіксів в японській мові. Вживають при звертанні старшого до молодшого.
- Кудере (яп. クーデレ, від англ. cold — «холод», та яп. でれでれ — «люблячий», «турботливий») — персонаж манґи або аніме, що характеризується надзвичайною стриманістю, флегматичністю та аналітичним складом розуму. В основі образу лежить натяк на приховані ніжні почуття, емоції, що не показуються оточенню.
- -кун (яп. 君) — один з іменних суфіксів в японській мові. Вживають між рівними чи до людини дещо нижчого статусу.

## Л
- Лайт-новела (англ. Light Novel) — див. Ранобе.
- Лолікон (яп. ロリコン, рорикон) — японська назва комплексу лоліти, також назва жанру аніме та манґи, що містять еротичні або романтичні сцени за участю маленьких дівчаток або явно неповнолітніх дівчат.

## М
- Манґа (яп. 漫画) — японські комікси. Від інших коміксів відрізняються тим, що читаються не зліва направо, а справа наліво й мають чорно-білі ілюстрації.
- Манґака (яп. 漫画家) — автор манґи.
- Махо-шьоджьо (яп. 魔法少女, «дівчина-чарівниця») — піджанр шьоджьо, де головний персонаж — дівчинка чи молода дівчина, яка володіє якимись надприродними здібностями (дівчинка-чарівниця) та яка використовує їх для боротьби проти зла, захисту Землі, слабких тощо.
- Меґанекко (яп. メガネっ子) — в японському сленґу це слово означає «дівчина, що носить окуляри». Його часто вживають у колі шанувальників аніме й манґи, які вважають, що окуляри роблять дівчат привабливішими.
- Меха (яп. メカ, мека, від англ. mechanism — «механізм») — піджанр аніме, манґи та наукової фантастики, основним атрибутом якого є величезні бойові людиноподібні машини.
- Мое (яп. 萌え, «розкриватися») — японське слово в жаргоні отаку. Означає фетишизацію або потяг до персонажів аніме, манґи або відеоігор. Зараз слово вживають у ширшому сенсі та для позначення будь-якого хобі, захоплення або не сексуального фетиша.

## Н
- Неко (яп. 猫, «кішка») — слово поширене серед шанувальників аніме й манґи, так називають персонажів схожих на кішок, та людей, що переодягаються в костюм кішки, наприклад на час косплею.
- Некомімі (яп. 猫耳, «вуха кішки») — косплеєрський обруч на голову, до якого пришиті штучні котячі вушка.
- Нетораре (яп. 寝取られ) — жанр хентаю, де жінка зраджує чоловікові.
- NL (англ. Normal Love) — це термін, який вживають в японських фандомах і означає гетеросексуальні відносини. Деякі люди вважають цей термін недоречним, тому що він підкреслює гетеросексуальність як єдину норму чи його можна вжити для гетеросексуальних стосунків, які не вважають нормальними, наприклад, інцестних.
- Ня (яп. ニャー) або Мя (яп. ミャー) — японське звуконаслідування нявкання кішки (аналог в укр. няв). Також, персонаж вимовляє «ня» в певній ситуації або в довільній фразі, позначаючи свою схожість з кішкою або ніжний, милий, грайливий образ поведінки.

## О
- ONA (англ. Original Net Animation) — термін, який вживають в Японії та інших країнах для означення епізодів аніме, які одразу викладають в Інтернет.
- OVA (англ. Original Video Animation) — термін, який вживають у Японії та інших країнах для означення аніме, яке одразу ж з'являється у продажу на носіях і не транслюється по телебаченню та в кінотеатрах.
- Оекакі (яп. お絵描き) — нариси та ескізи в манзі.
- Окама (яп. オカマ) — термін, що означає персонажа-ґея, жіночного або трансвестита. Не несе негативного забарвлення, але може бути використано як образу залежно від ситуації.
- Омаке (яп. オマケ, «додавання») — японське слово, що означає додаткові матеріали, що випускаються разом з аніме (серіалами, фільмами) на DVD. Під омаке зазвичай розуміють: видалені сцени; інтерв'ю з автором, акторами, сейю; матеріали про створення твору; невдалі сцени тощо. В Японії термін омаке вживають в ширшому сенсі, наприклад, він означає безкоштовні доповнення до статуеток або іграшок, зазвичай це цукерки або безалкогольні напої.
- Онгоїнг (англ. on going) — аніме, останній сезон якого ще виходить і транслюється по телебаченню в Японії. Також вживається щодо манґи, останній танкобон якої ще не надруковано.
- Онее-сама (яп. お姉さま) — звернення до старшої сестри із повагою.
- Онее-чян (яп. お姉ちゃん) — звернення до старшої сестри із ніжністю.
- Онії-сама (яп. お兄さま) — звернення до старшого брата із повагою.
- Онії-чян (яп. お兄ちゃん) — звернення до старшого брата із ніжністю.
- Опенінґ (англ. opening) — анімація, що зображає головних героїв аніме. Триває опенінґ, як правило, рівно півтори хвилини, та супроводжується музикою, спеціально для цього написаною.
- Отаку (яп. おたく) — людина, яка маніакально захоплюється чимось одним. Зазвичай застосовується стосовно фанатів аніме й манґи. Також цей термін може мати й негативне забарвлення.

## П
- Панцу (яп. パンツ)  — японське слово, що означає «труси» (спідня білизна). В аніме та манзі цим словом називають появу в кадрі жіночої білизни.

## Р
- Рав або Равка (англ. raw, «сирий») — тип серій аніме, манґи або дорами, що розповсюджуються в інтернеті. Означає відео без будь-яких субтитрів, та протиставляється відео із вбудованим «жорстким» (hard) або «м'яким» (soft) фансабом. Така класифікація поширена серед неяпонських шанувальників аніме й манґи, зазвичай файли в RAW поширюються через BitTorrent так званими RAW-групами. Такі групи викачують з японських мереж WinNY та Share найякісніші на їх думку серії різних аніме-серіалів, перейменовують їх відповідно до правил ромаджі, потім викладають на трекері. RAW переважно качають люди, які знають японську достатньою мірою, щоб дивитися відео без субтитрів, а також фансаб-групи.
- Ранобе (яп. ラノベ, «ранобе» від яп. ライトノベル — «райто ноберу» (англ. light novel)) — японські романи з ілюстраціями, основна цільова аудиторія яких — підлітки та молодь.
- Редікомі — див. Джьосей.
- Редісу — див. Джьосей.

## С
- -сама (яп. 様) — один з іменних суфіксів в японській мові. Демонструє максимально можливу увагу та пошану.
- -сан (яп. さん) — один з іменних суфіксів в японській мові. Нейтрально-ввічливий, доволі близько відповідає звертанню за ім'ям та по батькові в українській мові.
- Сейнен (яп. 青年) — жанр аніме та манґи, основною цільовою аудиторією якого є молоді чоловіки у віці від 18 до 25 років.
- Сейю (яп. 声優) — японські актори озвучування. Сейю зазвичай озвучують ролі в аніме, відеоіграх, іноземних фільмах, а також на радіо і телебаченні.
- Семе (яп. 攻め, «нападник») — персонаж творів у жанрі яой, що відіграє активну роль у сексі. За змістом протилежний «уке».
- -семпай (яп. 先輩) — один з іменних суфіксів в японській мові. Вживають при звертанні молодшого до старшого або до того, хто довше чимось займається й, відповідно, досяг більших успіхів.
- -сенсей (яп. 先生) — один з іменних суфіксів в японській мові. Уживають при звертанні до викладачів, вчителів, лікарів, вчених, письменників, політиків.
- Сентай (яп. 戦隊, «команда», «оперативний загін») — термін позначає твори (телесеріали, аніме та манґу), що описують дії команди героїв.
- Сканлейт (від англ. scanning та англ. translating) — любительський переклад коміксів, найчастіше манґи, на іноземну мову.
- Спокон (яп. スポ根) — жанр аніме та манґи, що розповідає про спортивні досягнення, здійснені завдяки сильній жазі до перемог.
- CP (англ. coupling) — це термін, який вживають у японських фандомах і який означає любовну лінію між персонажами. Те ж саме, що і пейринг.
- Суґої (яп. 凄い) — 1) окл. чудово! классно! круто! вражаюче! 2) рідше: жахливий, страшний, зловісний, моторошний.

## Т
- Танкобон (яп. 単行本) — окремий том, найчастіше йдеться про манґу.
- Тачі — активний персонаж в юрі-аніме та манзі.
- Тентаклі (англ. tentacles, «щупальця») — піджанр хентаю, зґвалтування щупальцями.
- -тян (яп. ちゃん) — див. -чян.

## У
- Уке (яп. 受け, «той, що приймає», «той, що обороняється») — персонаж творів у жанрі яой, що грає пасивну роль у сексі. За змістом протилежний «семе».

## Ф
- Фанарт (англ. fan-art) — авторські роботи фанатів окремого твору на тему доопрацювання зовнішності персонажів, місця дії тощо. Фанарт не охоплює самостійно придумані доопрацювання та їх літературні описи.
- Фанбук (англ. fan-book) — книга, що містить інформацію про аніме або манґу. Зокрема, про персонажів, стилі малюнку, авторів.
- Фансервіс (яп. サービス) — явище в аніме та манзі, ключовою особливістю якого є включення в сюжетний ряд певних сцен або ракурсів, які не мають значення для сюжету, але розраховані на позитивну реакцію основної цільової аудиторії з метою підвищення зацікавленості та/або залучення потенційних глядачів. У вужчому значенні вживають щодо епізодів, які викликають підозру у своїй «фансервісності».
- Фанфік (англ. fan-fiction) — авторські роботи фанатів окремого твору на тему подальшого розвитку подій, побічного розвитку, а іноді — для опису можливої передісторії. Також вживають повну форму назви — фан-фікшн (від англ. fiction, «вигадка»). Фанфіки переважно літературно-описові, але іноді присутній і фанарт.
- Фрейм (англ. frame, «рамка») — прямокутна область з ілюстрацією в коміксах та в манзі.
- Фуданші (яп. 腐女子, «гнилий хлопець») — так називають чоловіків-шанувальників яойного аніме та літератури.
- Фуджьоші (яп. 腐女子, «гнила дівчина») — так називають жінок-шанувальниць яойного аніме та літератури.
- Фурі (англ. furry, «вкритий хутром») — субкультура, що поєднує людей, які захоплюються антропоморфними тваринами в образотворчому мистецтві, анімації, художній літературі та дизайні.
- Футанарі (яп. ふたなり, «дві форми») — піджанр хентаю, де головними персонажами є гермафродити.

## Х
- Хеншін — перетворення/трансформація героя в меха.
- Хентай (яп. 変態) — жанр аніме та манґи, основним елементом якого є присутність в них еротичних та порнографічних сцен.

## Ц
- Цудзуку (яп. つづく, «продовження») — вживають в кінці глави манґи або епізоду аніме, що означає існування наступного епізоду.
- Цуккомі (яп. ツッコミ, «встрявання») — японське слово, що означає людину, яка намагається жартівливо підчепити співрозмовника, або сам жарт. Також разом із боке є частиною мандзай дуету.
- Цундере (яп. ツンデレ) — один з типових варіантів характеру персонажу аніме, манґи та відеоігор, коли персонаж спочатку поводиться грубо, неприязно, але згодом відкривається його мила й ніжна сторона.

## Ч
- Чібі (яп. ちび) — зменшений та непропорційний (укорочені кінцівки та збільшена голова) у порівнянні зі звичайним варіант персонажу, найбільш характерний для стилю Super Deformed (SD). Більшість тібі мають також спрощені й перебільшені емоції. Буває так, що в одному фреймі використовують різну техніку малювання для різних героїв: частина з них може бути намальована як чібі, а інша в нормальному стилі.
- -чян (яп. ちゃん) — один з іменних суфіксів в японській мові. Дуже приблизний аналог зменшено-пестливих суфіксів.

## Ш
- Шьоджьо (яп. 少女) — жанр аніме та манґи, цільова аудиторія якого — дівчата у віці від 12 до 18 років.
- Шьоджьо-ай (яп. 少女愛) — жанр аніме та манґи, що зображає жіночі гомосексуальні відносини, піджанр юрі. Для жанру характерні романтичні, але не сексуальні стосунки між дівчатами або молодими жінками.
- Шьонен (яп. 少年) — жанр аніме та манґи, основною цільовою аудиторією якого є підлітки та юнаки у віці від 12 до 18 років.
- Шьонен-ай (яп. ボーイズラブ) — жанр аніме або манґи, присвячений коханню між хлопцями, піджанр яою. У жанрі зображені романтичні, але не сексуальні стосунки між хлопцями або молодими чоловіками.
- Шьотакон (яп. ショタコン) — піджанр хентаю, який зображає романтичні та сексуальні стосунки за участю хлопчиків. Умовно поділяється на шьотакон та стрейт шьотакон (гомосексуальні та гетеросексуальні відносини відповідно).
- Шьота (яп. ショタ) — Маленький хлопчик

## Ю
- Юрі (яп. 百合, «лілія»)[1] — напрямок шьоджьо-манґи, пов'язаний із зображенням лесбійських відносин. Також вживають термін шьоджьо-аї (яп. 少女, «дівчина» + яп. 愛, «любов»)[2] чи просто дівоча любов (яп. ガールズラブ, ґарудзу рабу)[3].

## Я
- Янґіре (яп. ヤンギレ) — психічно нестабільний персонаж, схильний до насильства внаслідок пережитої психологічної травми.
- Яндере (яп. ヤンデレ) — від початку дуже ніжний та люблячий персонаж, закоханість якого стає одержимістю, що найчастіше призводить до насильства. Термін походить від слів яндеру (яп. 病んでる, «психічний розлад») та дередере (яп. でれでれ, «ніжний, люблячий»). Персонаж яндере психічно нестабільний і використовує насильство як вихід своїм емоціям.
- Яой (яп. ヤオイ) — жанр манґи та аніме, що зображає гомосексуальні відносини між персонажами чоловічої статі. Цільова аудиторія — жінки та дівчата.